# ArenaBowl I
Match suivant
L'Arena Bowl I, également dénommée Arena Bowl '87, est la première finale de l’Arena Football League, championnat de football américain en salle aux États-Unis,.
La finale du championnat oppose la première équipe du classement, Pittsburgh Gladiators, contre son dauphin, l'équipe Denver Dynamite. Les deux équipes finissent la saison avec 4 victoires et 2 défaites mais les Gladiators comptabilisent un plus grand nombre de points inscrits - 268 contre 261 - et plus de points encaissés - 199 contre 252.
Mieux classés selon ces critères, le match a dès lors lieu sur leur terrain. 
C'est le seul Arena Bowl qui s'est joué en conditions extérieur, le dome du Civic Arena de Pittsburgh ayant été ouvert pour l'occasion.

## Sommaire du match
Denver, mené par le quarterback Walt Taylor avec 201 yards par la passe et quatre touchdowns, mène 32-0 à l'entame du quatrième quart-temps. Les premiers points de Pittsburgh sont marqués grâce à une attaque de 11 yards entre Mike Hohensee et Russell Hairston (MVP de la ligue), à 11:17 de la fin. 
Gary Mullen, futur membre du Hall of Fame de l'Arena Football League, réalise neuf réceptions pour 123 yards et trois touchdowns et est nommé MVP du match par ESPN. 

## Évolution du score
| Temps           | Description des actions                                                             | Score DE-PI | Score DE-PI |
| --------------- | ----------------------------------------------------------------------------------- | ----------- | ----------- |
| 1er Quart-temps |                                                                                     |             |             |
| 06:33           | Récupération de fumble par Forte (échec du PAT par Morales)                         |             | 06-0        |
| 05:23           | Course de Prather (échec conversion à deux points à la passe par Taylor)            |             | 12-0        |
| 2e Quart-temps  |                                                                                     |             |             |
| 10:22           | Passe de Taylor pour Mullen (échec conversion à deux points à la passe par Taylor)  |             | 18-0        |
| 3e Quart-temps  |                                                                                     |             |             |
| 05:12           | Passe de Taylor pour Rodgers (PAT par Morales)                                      |             | 25-0        |
| 00:00           | Retour d'interception par Trimble (PAT par Morales)                                 |             | 32-0        |
| 4e Quart-temps  |                                                                                     |             |             |
| 11:17           | Passe de Hohensee pour Hairston (conversion par la passe de Hohensee vers Rafferty) |             | 32-08       |
| 08:47           | Passe de Taylor pour Mullen (PAT par Morales)                                       |             | 39-08       |
| 03:11           | Passe de Taylor pour Mullen (échec conversion à 2 points à la passe par Morales)    |             | 45-08       |
| 00:32           | Passe de Folmar pour Richmond (conversion par la passe de Folmar vers Hairston)     |             | 45-16       |

## Les équipes en présence
| Joueur           | Position  | Université            |
| ---------------- | --------- | --------------------- |
| Earnest Adams    | LB        | Illinois              |
| Greg Best        | DB        | Kansas St.            |
| Scott Dmitrenko  | OL/DL     | Albany State (NY)     |
| Creig Federico   | DB        | Iowa Central          |
| Brendan Folmar   | QB        | California (PA)       |
| Russell Hairston | DB        | Kentucky              |
| Mike Hohensee    | QB        | Minnesota             |
| Lee Larsen       | K         | Hawaii                |
| John McClennon   | WR/DB     | Tennessee             |
| George Miller    | OL/DL     |                       |
| Ricky Mitchell   | WR/DB     | Northern Illinois     |
| Mike Powell      | FB/LB     | Weber State           |
| Jim Rafferty     | WR/DB     | Colgate               |
| Rock Richmond    | DB        | Oregon                |
| Kevin Russell    | QB        | California (PA)       |
| Mike Stoops      | DB        | Iowa                  |
| Craig Walls      | LB        | Indiana               |
| Thomas Weaver    | OL/DL     | Kentucky State        |
| Stan Yagiello    | QB        | William & Mary        |
| Willis Yates     | OL/DL, LB | Tennessee-Chattanooga |

| Joueur           | Position | Université           |
| ---------------- | -------- | -------------------- |
| Chris Brewer     | RB       | Arizona              |
| Patrick Cain     | C-G      | Cal Poly-Pomona      |
| William Cotman   | WR/DB    | Emporia State (KS)   |
| Marty Coyne      | K        | California (PA)      |
| Rob DeVita       | LB       | Illinois Benedictine |
| Phil Forte       | OL/DL    | Kansas               |
| John Fourcade    | QB       | Mississippi          |
| Larry Friday     | DB       | Alcorn St.           |
| Chuck Harris     | T        | West Virginia        |
| Kelly Kirchbaum  | LB       | Kentucky             |
| Lazlo Mike-Mayer | K        | James Madison        |
| Stuart Mitchell  | QB       | Cornell              |
| Marco Morales    | K        | San Diego State      |
| Marty Mornhinweg |          | East. Montana        |
| Gary Mullen      | WR       | West Virginia        |
| Jon Norris       | DE-DT    | American Int.        |
| Richard Prather  | FB/LB    | Frostburg State (MD) |
| Richard Rodgers  | WR/LB    | Cal-Berkeley         |
| Clyde Skipper    | WR/DB    | Oregon Tech          |
| Keith Smith      | OL/DL    | Texas-El Paso        |
| Durell Taylor    | WR/DB    | Lincoln (KS)         |
| Whit Taylor      | QB       | Vanderbilt           |
| Steve Trimble    | DB       | Maryland             |

## Statistiques par équipe
| Données                   | Denver | Pittsburgh |
| ------------------------- | ------ | ---------- |
| 1er Downs                 | 14     | 17         |
| Yards à la course         | 22     | 12         |
| Yards à la passe          | 205    | 243        |
| Fumbles/Perdu             | 1/1    | 4/2        |
| Yards en retour de Fumble | 0      | 0          |
| Pénalités/Yards           | 5/24   | 5/20       |
| Temps de possession       | 22:16  | 37:44      |
| Conversion de 3e Down     | 2/7    | 4/14       |
| Conversion de 4e Down     | 0/0    | 2/6        |